# Mietshaus Lindengasse 14

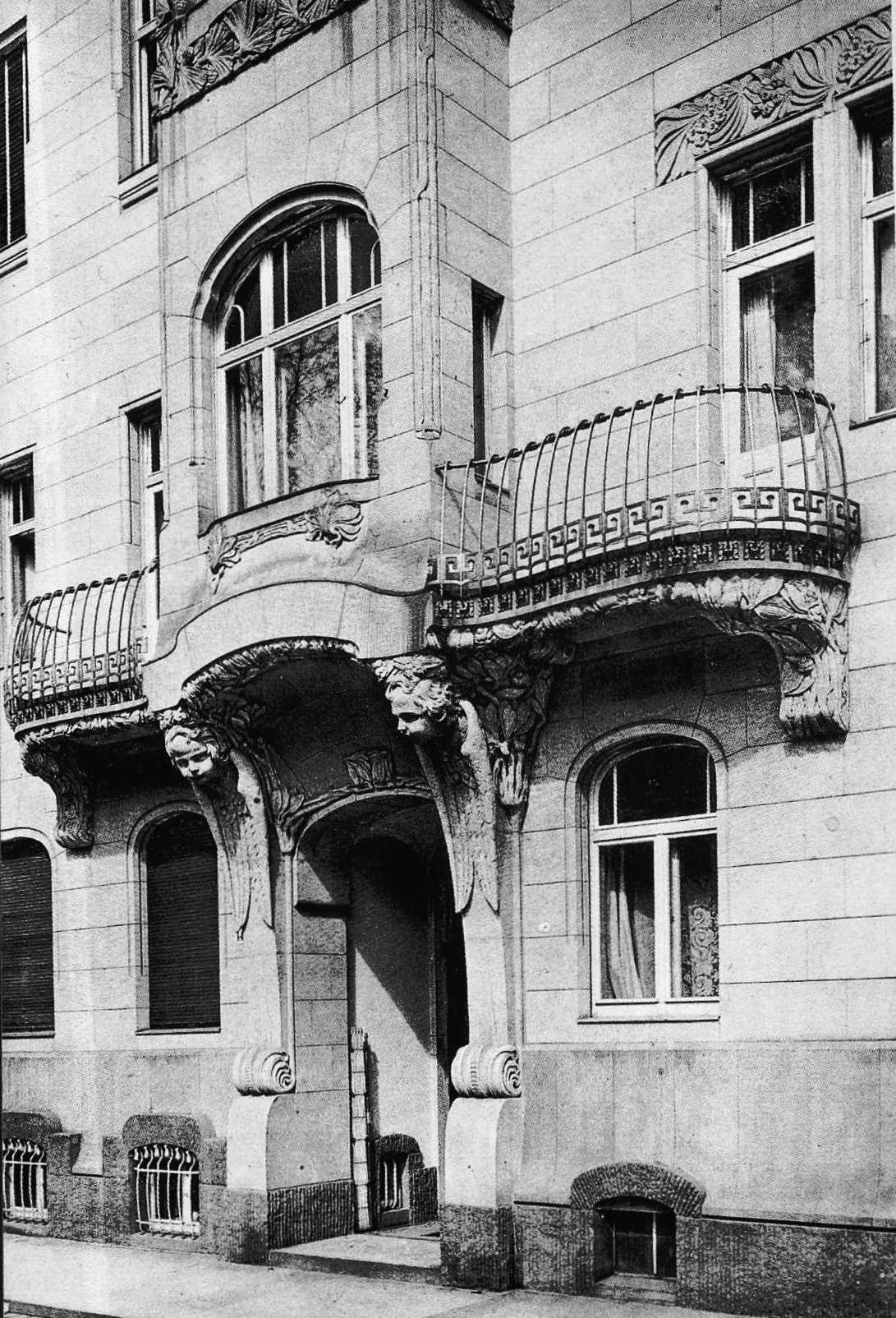
Dresden, Lindengasse 14

Das Mietshaus Lindengasse 14 in Dresden wurde vom 15. April 1901 bis 15. März 1902 von Felix Reinhold Voretzsch im Jugendstil erbaut, wobei sich die Baukosten auf 100.000 Mark beliefen. Bei den Luftangriffen auf Dresden 1945 wurde das Gebäude zerstört.
Der vierstöckige herrschaftliche Bau hatte eine Fassade in Sandstein, die eine Frontlänge von vier Achsen beanspruchte. Über einem asymmetrisch angelegten Portal ruhte ein rechteckiger Erker. Links und rechts vom Erker ging ein Balkon mit gewölbten Gittern ab. In die Portaleinfassung waren Putten als künstlerische Bauplastik eingearbeitet. Während im ersten Obergeschoss ein Rauchzimmer mit Oberlicht war, wurde das erste und zweite Obergeschoss zu einer einzigen Familienwohnung verbunden.
Nach der Zerstörung wurde Anfang der 1950er Jahre die Ruine beräumt, an ihrer Stelle befindet sich heute eine Grünfläche.